# Мусумба
Мусумба — місто у провінції Луалаба на півдні Демократичної Республіки Конго. До колоніального розділення місто було столицею королівства Лунда.

## Відомі уродженці
- Моїз Чомбе (1919–1969) — конголезький політичний діяч, прем'єр-міністр Республіки Конго та міністр закордонних справ Заїру, президент самопроголошеної держави Катанга.